# Thieme-Becker

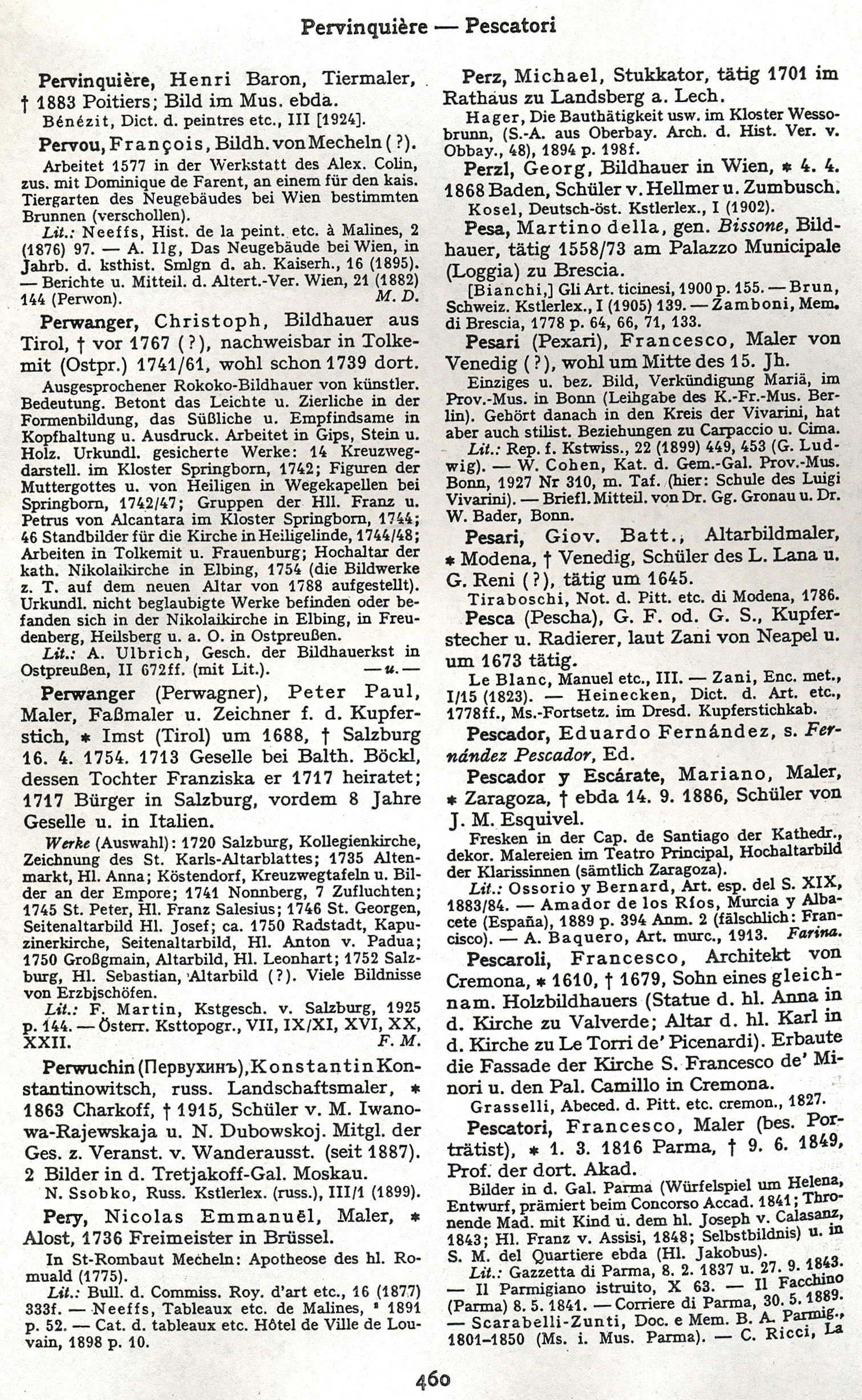
Seite aus dem Thieme-Becker. Band 26, S. 460

Thieme-Becker (seltener ThB) ist die allgemein gebräuchliche Abkürzung für das von Ulrich Thieme und Felix Becker begründete und später von Hans Vollmer fortgesetzte vielbändige Künstlerlexikon mit dem vollständigen Titel: Allgemeines Lexikon der bildenden Künstler von der Antike bis zur Gegenwart. Es wurde in den 1950er Jahren ergänzt von Hans Vollmers Allgemeinem Lexikon der bildenden Künstler des XX. Jahrhunderts. Der Thieme-Becker-Vollmer war das umfassendste Künstler-Lexikon der Welt. Übertroffen wird er nur vom später entstandenen Allgemeinen Künstlerlexikon, das auf den Thieme-Becker-Vollmer-Einträgen basiert, diese jedoch ergänzt und wesentlich vermehrt.

## Thieme-Becker
Der Thieme-Becker erschien in 37 Bänden von 1907 bis 1950, zuerst im Verlag von Wilhelm Engelmann in Leipzig, ab 1911 beim Verlag E. A. Seemann in Leipzig. Das Lexikon umfasst 148.180 Künstlerbiografien sowie 15.082 versteckte, nur in anderen Einträgen erwähnte Biografien, die von weltweit ca. 1.200 Fachgelehrten, darunter allen führenden Kunsthistorikern der Zeit, beigesteuert wurden.
Aufgenommen wurden Bildende Künstler jeder Art (Maler, Bildhauer, Graphiker, Architekten, Designer, Fotografen, Schriftkünstler und Kunsthandwerker). Die Einträge enthalten Informationen zur Herkunft und Ausbildung eines Künstlers, dem beruflichen Werdegang, zu Hauptwerken und Ausstellungen und geben ein Literaturverzeichnis.

### Bedeutung
Die Bedeutung des Thieme-Becker und seine besondere Stärke liegt zum einen in den Artikeln zu den mittleren und kleineren und fast unbekannten Künstlern (die Darstellung der berühmtesten Künstler war auf höchstens 15 Seiten beschränkt); zum anderen in seinem über Europa hinausgehenden universellen Anspruch. Durch die Berücksichtigung der Antike und Regionen wie etwa Asien und den islamischen Bereich war es teilweise auch ein „Pionierunternehmen“. Darüber hinaus haben die Einträge auch heute nach über 100 Jahren seit dem Erscheinen des ersten Bandes ihre Relevanz insofern, als trotz neuer Erkenntnisse und laufender Revisionen das zeitgenössische Urteil führender Kunsthistoriker von forschungsgeschichtlichem Interesse ist. Vergleichende Untersuchungen ergaben, dass der Thieme-Becker das am häufigsten zitierte kunstgeschichtliche Nachschlagewerk ist.

### Vorläufer
Im Jahr 1763 publizierte Johann Rudolf Füssli sein einbändiges Allgemeines Künstler-Lexikon, dem 1779 eine einbändige ergänzte Fortsetzung durch seinen Sohn Hans Heinrich Füssli folgte. Dieses Werk wurde von Hans Heinrich Füssli von 1806 bis 1821 durch Supplementbände ergänzt.
Von 1835 bis 1852 verfasste der Nürnberger Antiquar Georg Kaspar Nagler (1801–1866), das Werk von Füssli als Grundlage benutzend, das ursprünglich auf acht Bände geplante, schließlich 22 Bände umfassende Neue Allgemeine Künstler Lexicon (oder Nachrichten von dem Leben und den Werken der Maler, Bildhauer, Baumeister, Kupferstecher, Formschneider, Lithographen, Zeichner, Medailleure, Elfenbeinarbeiter etc.). Ab 1858 ergänzte Nagler dieses Werk noch um fünf Bände mit den Monogrammisten.
1867 übernahm der Leipziger Verleger Wilhelm Engelmann von der Verlagsanstalt Tendler (J. Grosser) die Rechte an dem Lexikon und man ging an eine Überarbeitung, genannt Allgemeines Künstler-Lexikon, unter Leitung von Julius Meyer (1830–1893). Von 1872 bis 1885 erschienen jedoch nur die ersten drei des auf 12 bis 15 Bände angelegten Lexikons. An dieses Werk knüpfte der Thieme-Becker an, der zunächst auch im gleichen Verlag erschien.
Daneben gab es im deutschsprachigen Raum auch noch andere Ansätze zu einem Künstlerlexikon. 1888 publizierte Hermann Alexander Müller ein einbändiges Biographisches Künstler-Lexikon. Die bekanntesten Zeitgenossen auf dem Gebiet der bildenden Künste aller Länder mit Angabe ihrer Werke. Dieses Werk wurde 1895 bis 1901 von Hans Wolfgang Singer als Allgemeines Künstlerlexikon. Leben und Werke der berühmtesten bildenden Künstler in 5 Bänden erweitert.

### Geschichte des Thieme-Becker
Zusammen mit Felix Becker begann Ulrich Thieme 1898 mit vorbereitenden Arbeiten zu ihrem Künstlerlexikon, dies ohne staatlichen Zuschuss und ohne Unterstützung einer Akademie. Thieme war entschlossen, das Werk vorerst aus eigenen Mitteln zu finanzieren. Geplant war ein 20-bändiges Werk innerhalb von zwölf Jahren herauszugeben, das die neuesten Erkenntnisse „knapp, zuverlässig und übersichtlich“ darstellt. Die Herausgeber waren sich der Schwierigkeiten und ihrer Verantwortung bewusst; in der Ankündigung, ein Jahr vor dem Erscheinen des ersten Bandes, schrieben sie:

„Da die beiden Herausgeber sich verpflichtet haben, ihre Tätigkeit ausschließlich dem neuen Unternehmen zu widmen und ferner die durch die Vorarbeiten geschaffene Grundlage so sicher und zureichend ist, daß selbst das Ausscheiden eines oder beider Herausgeber wegen Krankheit oder Todesfall die Fortsetzung des Unternehmens nicht ausschließen würde, so ist auch nach dieser Richtung hin die Vollendung des großen Werkes sichergestellt.“

Im Oktober 1907 erschien der Band 1 (Aa–Antonio de Miraguel) im Verlag Wilhelm Engelmann in Leipzig. Mit Band 4 (1910) trat Felix Becker als Herausgeber krankheitshalber zurück. 1911 übernahm der Verlag E. A. Seemann die Herausgabe. Von Band 5 (1911) bis Band 13 (1920) zeichnet Thieme als alleiniger Herausgeber.
Ulrich Thieme war nach seiner Herkunft so wohlhabend, dass er die Kosten für die Vorbereitung des Lexikons zunächst selbst finanzieren konnte. Die Herausgabe wurden von einer in Leipzig, Robert-Schumann-Str. 10, angesiedelten Redaktion unterstützt, deren Mitglieder selbst zahlreiche Beiträge schrieben. Ab Band 16 wurden die Namen der Redaktionsmitarbeiter auf dem Titelblatt genannt.
Allerdings reichten ab 1913 die Gelder von Thieme nicht mehr für die Finanzierung der Redaktion aus, und so musste mit Hilfe eines von Wilhelm von Bode, Adolph Goldschmidt, Woldemar von Seidlitz u. a. verfassten Rundschreibens an deutsche und österreichische Kunstfreunde bei namhaften Personen um Spenden geworben werden. Ab 1914 bewilligte auch der deutsche Kaiser aus seinem Dispositionsfonds einen Zuschuss. 1919 wurde eine neue Spendenaktion unternommen, deren Ertrag jedoch durch die Inflation wertlos wurde. Der Verlag Seemann sah sich gezwungen, neben den Druck- und Herstellungskosten nun auch die Redaktionskosten zu übernehmen. Seit 1921 engagierte sich auch der Deutsche Verein für Kunstwissenschaft für die Fortführung des Lexikons und berief ein Kuratorium, bestehend aus Wilhelm von Bode, Otto von Falke, Max J. Friedländer, Adolph Goldschmidt und Wilhelm Pinder. Seit 1922 stellte die Notgemeinschaft der deutschen Wissenschaft Mittel für das Lexikon zur Verfügung.
Die Schwierigkeiten durch den Verlust des Korrespondentennetzes und der ausländischen Quellen, die der Fortführung des Werkes durch die Kriegsauswirkungen des Ersten Weltkriegs entstanden, erwähnt Thieme im Vorwort zu Band 13. Thieme verstarb 1922, Fred. C. Willis übernahm kurzzeitig die Herausgabe der nächsten beiden Bände (Band 14, 1921 und Band 15, 1922). 1923 übergab der Verlag Hans Vollmer die Herausgabe. Vollmer war bereits seit dem 1. Band 1907 Mitarbeiter in der Redaktion; er blieb der alleinige Herausgeber bis zum Abschluss des Werkes 1950 mit Band 37. 1929 korrigierte Hans Vollmer die redaktionelle Konzeption, um das Lexikon in überschaubarer Zeit zum Abschluss zu bringen. Die Texte wurden nun wesentlich straffer abgefasst, ein kleinerer Schriftgrad wurde verwendet, zunächst für Werkverzeichnisse und Literaturangaben, später auch für die Biographien. Eine Denkschrift von Kunsthistoriker unter Federführung von Wilhelm Pinder führte 1936 zur Förderung des Werkes durch das Reichsministerium für Wissenschaft, Erziehung und Volksbildung.
Der schwerste Bombenangriff auf Leipzig, der das Verlagshaus am 4. Dezember 1943 zerstörte, betraf auch die Räume der Redaktion des Thieme-Becker-Künstlerlexikons. Der bereits fertige Drucksatz des 36. Bandes des Thieme-Becker wurde dabei in der Druckerei vernichtet, so dass der Band anhand der erhalten gebliebenen Druckfahnen nach dem Krieg wiederhergestellt werden musste. Bei einem Luftangriff im Februar 1944 verbrannte auch ein Großteil der gedruckten Restauflage des Lexikons.
Die umfangreiche Bibliothek und die in fünf Jahrzehnten zusammengetragenen Unterlagen konnten großteils gerettet werden, die Redaktion war von 1944 bis 1946 nach dem Rittergut Königsfeld bei Rochlitz ausgelagert.
Die Thieme-Becker-Bibliothek der Redaktion wurde 1995 durch die Verlage K. G. Saur und E. A. Seemann durch Schenkung der Universitätsbibliothek Leipzig übergeben.

### Bände
Die Bände 1 bis 37, die in den Jahren 1907 bis 1950 in Leipzig erschienen, sind wie folgt gegliedert.
1. Aa–Antonio de Miraguel. In: Ulrich Thieme, Felix Becker (Hrsg.): Allgemeines Lexikon der Bildenden Künstler von der Antike bis zur Gegenwart. Begründet von Ulrich Thieme und Felix Becker. Band 1: Aa–Antonio de Miraguel. Wilhelm Engelmann, Leipzig 1907, S. 1 (Textarchiv – Internet Archive).[24]
2. Antonio da Monza–Bassan. In: Ulrich Thieme, Felix Becker (Hrsg.): Allgemeines Lexikon der Bildenden Künstler von der Antike bis zur Gegenwart. Begründet von Ulrich Thieme und Felix Becker. Band 2: Antonio da Monza–Bassan. Wilhelm Engelmann, Leipzig 1908, S. 1 (Textarchiv – Internet Archive).[25]
3. Bassano–Bickham. In: Ulrich Thieme, Felix Becker (Hrsg.): Allgemeines Lexikon der Bildenden Künstler von der Antike bis zur Gegenwart. Begründet von Ulrich Thieme und Felix Becker. Band 3: Bassano–Bickham. Wilhelm Engelmann, Leipzig 1909, S. 1 (Textarchiv – Internet Archive).[26]
4. Bida–Brevoort. In: Ulrich Thieme, Felix Becker (Hrsg.): Allgemeines Lexikon der Bildenden Künstler von der Antike bis zur Gegenwart. Begründet von Ulrich Thieme und Felix Becker. Band 4: Bida–Brevoort. Wilhelm Engelmann, Leipzig 1910, S. 1 (Textarchiv – Internet Archive).[27]
5. Brewer–Carlingen. In: Ulrich Thieme (Hrsg.): Allgemeines Lexikon der Bildenden Künstler von der Antike bis zur Gegenwart. Begründet von Ulrich Thieme und Felix Becker. Band 5: Brewer–Carlingen. E. A. Seemann, Leipzig 1911, S. 1 (Textarchiv – Internet Archive).[28]
6. Carlini–Cioci. In: Ulrich Thieme (Hrsg.): Allgemeines Lexikon der Bildenden Künstler von der Antike bis zur Gegenwart. Begründet von Ulrich Thieme und Felix Becker. Band 6: Carlini–Cioci. E. A. Seemann, Leipzig 1912, S. 1 (Textarchiv – Internet Archive).[29]
7. Cioffi–Cousyns. In: Ulrich Thieme (Hrsg.): Allgemeines Lexikon der Bildenden Künstler von der Antike bis zur Gegenwart. Begründet von Ulrich Thieme und Felix Becker. Band 7: Cioffi–Cousyns. E. A. Seemann, Leipzig 1912, S. 1 (Textarchiv – Internet Archive).[30]
8. Coutan–Delattre. In: Ulrich Thieme (Hrsg.): Allgemeines Lexikon der Bildenden Künstler von der Antike bis zur Gegenwart. Begründet von Ulrich Thieme und Felix Becker. Band 8: Coutan–Delattre. E. A. Seemann, Leipzig 1912, S. 1 (Textarchiv – Internet Archive).[31]
9. Delaulne–Dubois. In: Ulrich Thieme (Hrsg.): Allgemeines Lexikon der Bildenden Künstler von der Antike bis zur Gegenwart. Begründet von Ulrich Thieme und Felix Becker. Band 9: Delaulne–Dubois. E. A. Seemann, Leipzig 1913, S. 1 (Textarchiv – Internet Archive).[32]
10. Dubolon–Erlwein. In: Ulrich Thieme (Hrsg.): Allgemeines Lexikon der Bildenden Künstler von der Antike bis zur Gegenwart. Begründet von Ulrich Thieme und Felix Becker. Band 10: Dubolon–Erlwein. E. A. Seemann, Leipzig 1914, S. 1 (Textarchiv – Internet Archive).[33]
11. Erman–Fiorenzo. In: Ulrich Thieme (Hrsg.): Allgemeines Lexikon der Bildenden Künstler von der Antike bis zur Gegenwart. Begründet von Ulrich Thieme und Felix Becker. Band 11: Erman–Fiorenzo. E. A. Seemann, Leipzig 1915, S. 1 (Textarchiv – Internet Archive).[34]
12. Fiori–Fyt. In: Ulrich Thieme (Hrsg.): Allgemeines Lexikon der Bildenden Künstler von der Antike bis zur Gegenwart. Begründet von Ulrich Thieme und Felix Becker. Band 12: Fiori–Fyt. E. A. Seemann, Leipzig 1916, S. 1 (Textarchiv – Internet Archive).[35]
13. Gaab–Gibus. In: Ulrich Thieme (Hrsg.): Allgemeines Lexikon der Bildenden Künstler von der Antike bis zur Gegenwart. Begründet von Ulrich Thieme und Felix Becker. Band 13: Gaab–Gibus. E. A. Seemann, Leipzig 1920, S. 1 (Textarchiv – Internet Archive).[36]
14. Giddens–Gress. In: Ulrich Thieme, Fred. C. Willis (Hrsg.): Allgemeines Lexikon der Bildenden Künstler von der Antike bis zur Gegenwart. Begründet von Ulrich Thieme und Felix Becker. Band 14: Giddens–Gress. E. A. Seemann, Leipzig 1921, S. 1 (Textarchiv – Internet Archive).[37]
15. Gresse–Hanselmann. In: Ulrich Thieme, Fred. C. Willis (Hrsg.): Allgemeines Lexikon der Bildenden Künstler von der Antike bis zur Gegenwart. Begründet von Ulrich Thieme und Felix Becker. Band 15: Gresse–Hanselmann. E. A. Seemann, Leipzig 1922, S. 1 (Textarchiv – Internet Archive).[38]
16. Hansen–Heubach. In: Hans Vollmer (Hrsg.): Allgemeines Lexikon der Bildenden Künstler von der Antike bis zur Gegenwart. Begründet von Ulrich Thieme und Felix Becker. Band 16: Hansen–Heubach. E. A. Seemann, Leipzig 1923, S. 1 (biblos.pk.edu.pl).
17. Heubel–Hubard. In: Hans Vollmer (Hrsg.): Allgemeines Lexikon der Bildenden Künstler von der Antike bis zur Gegenwart. Begründet von Ulrich Thieme und Felix Becker. Band 17: Heubel–Hubard. E. A. Seemann, Leipzig 1924, S. 1 (biblos.pk.edu.pl).
18. Hubatsch–Ingouf. In: Hans Vollmer (Hrsg.): Allgemeines Lexikon der Bildenden Künstler von der Antike bis zur Gegenwart. Begründet von Ulrich Thieme und Felix Becker. Band 18: Hubatsch–Ingouf. E. A. Seemann, Leipzig 1925, S. 1 (biblos.pk.edu.pl).
19. Ingouville–Kauffungen. In: Hans Vollmer (Hrsg.): Allgemeines Lexikon der Bildenden Künstler von der Antike bis zur Gegenwart. Begründet von Ulrich Thieme und Felix Becker. Band 19: Ingouville–Kauffungen. E. A. Seemann, Leipzig 1926, S. 1 (biblos.pk.edu.pl).
20. Kaufmann–Knilling. In: Hans Vollmer (Hrsg.): Allgemeines Lexikon der Bildenden Künstler von der Antike bis zur Gegenwart. Begründet von Ulrich Thieme und Felix Becker. Band 20: Kaufmann–Knilling. E. A. Seemann, Leipzig 1927, S. 1 (Textarchiv – Internet Archive).
21. Knip–Krüger. In: Hans Vollmer (Hrsg.): Allgemeines Lexikon der Bildenden Künstler von der Antike bis zur Gegenwart. Begründet von Ulrich Thieme und Felix Becker. Band 21: Knip–Krüger. E. A. Seemann, Leipzig 1927, S. 1 (biblos.pk.edu.pl).
22. Krügner–Leitch. In: Hans Vollmer (Hrsg.): Allgemeines Lexikon der Bildenden Künstler von der Antike bis zur Gegenwart. Begründet von Ulrich Thieme und Felix Becker. Band 22: Krügner–Leitch. E. A. Seemann, Leipzig 1928, S. 1 (biblos.pk.edu.pl).
23. Leitenstorfer–Mander. In: Hans Vollmer (Hrsg.): Allgemeines Lexikon der Bildenden Künstler von der Antike bis zur Gegenwart. Begründet von Ulrich Thieme und Felix Becker. Band 23: Leitenstorfer–Mander. E. A. Seemann, Leipzig 1929, S. 1 (biblos.pk.edu.pl).
24. Mandere–Möhl. In: Hans Vollmer (Hrsg.): Allgemeines Lexikon der Bildenden Künstler von der Antike bis zur Gegenwart. Begründet von Ulrich Thieme und Felix Becker. Band 24: Mandere–Möhl. E. A. Seemann, Leipzig 1930, S. 1 (biblos.pk.edu.pl).
25. Moehring–Olivié. In: Hans Vollmer (Hrsg.): Allgemeines Lexikon der Bildenden Künstler von der Antike bis zur Gegenwart. Begründet von Ulrich Thieme und Felix Becker. Band 25: Moehring–Olivié. E. A. Seemann, Leipzig 1931, S. 1 (biblos.pk.edu.pl).
26. Olivier–Pieris. In: Hans Vollmer (Hrsg.): Allgemeines Lexikon der Bildenden Künstler von der Antike bis zur Gegenwart. Begründet von Ulrich Thieme und Felix Becker. Band 26: Olivier–Pieris. E. A. Seemann, Leipzig 1932, S. 1 (biblos.pk.edu.pl).
27. Piermaria–Ramsdell. In: Hans Vollmer (Hrsg.): Allgemeines Lexikon der Bildenden Künstler von der Antike bis zur Gegenwart. Begründet von Ulrich Thieme und Felix Becker. Band 27: Piermaria–Ramsdell. E. A. Seemann, Leipzig 1933, S. 1 (biblos.pk.edu.pl).
28. Ramsden–Rosa. In: Hans Vollmer (Hrsg.): Allgemeines Lexikon der Bildenden Künstler von der Antike bis zur Gegenwart. Begründet von Ulrich Thieme und Felix Becker. Band 28: Ramsden–Rosa. E. A. Seemann, Leipzig 1934, S. 1 (biblos.pk.edu.pl).
29. Rosa–Scheffauer. In: Hans Vollmer (Hrsg.): Allgemeines Lexikon der Bildenden Künstler von der Antike bis zur Gegenwart. Begründet von Ulrich Thieme und Felix Becker. Band 29: Rosa–Scheffauer. E. A. Seemann, Leipzig 1935, S. 1 (biblos.pk.edu.pl).
30. Scheffel–Siemerding. In: Hans Vollmer (Hrsg.): Allgemeines Lexikon der Bildenden Künstler von der Antike bis zur Gegenwart. Begründet von Ulrich Thieme und Felix Becker. Band 30: Scheffel–Siemerding. E. A. Seemann, Leipzig 1936, S. 1 (biblos.pk.edu.pl).
31. Siemering–Stephens. In: Hans Vollmer (Hrsg.): Allgemeines Lexikon der Bildenden Künstler von der Antike bis zur Gegenwart. Begründet von Ulrich Thieme und Felix Becker. Band 31: Siemering–Stephens. E. A. Seemann, Leipzig 1937, S. 1 (biblos.pk.edu.pl).
32. Stephens–Theodotos. In: Hans Vollmer (Hrsg.): Allgemeines Lexikon der Bildenden Künstler von der Antike bis zur Gegenwart. Begründet von Ulrich Thieme und Felix Becker. Band 32: Stephens–Theodotos. E. A. Seemann, Leipzig 1938, S. 1 (biblos.pk.edu.pl).
33. Theodotos–Urlaub. In: Hans Vollmer (Hrsg.): Allgemeines Lexikon der Bildenden Künstler von der Antike bis zur Gegenwart. Begründet von Ulrich Thieme und Felix Becker. Band 33: Theodotos–Urlaub. E. A. Seemann, Leipzig 1939, S. 1 (biblos.pk.edu.pl).
34. Urliens–Vzal. In: Hans Vollmer (Hrsg.): Allgemeines Lexikon der Bildenden Künstler von der Antike bis zur Gegenwart. Begründet von Ulrich Thieme und Felix Becker. Band 34: Urliens–Vzal. E. A. Seemann, Leipzig 1940, S. 1 (biblos.pk.edu.pl).
35. Waage–Wilhelmson. In: Hans Vollmer (Hrsg.): Allgemeines Lexikon der Bildenden Künstler von der Antike bis zur Gegenwart. Begründet von Ulrich Thieme und Felix Becker. Band 35: Waage–Wilhelmson. E. A. Seemann, Leipzig 1942, S. 1 (biblos.pk.edu.pl).
36. Wilhelmy–Zyzywi. In: Hans Vollmer (Hrsg.): Allgemeines Lexikon der Bildenden Künstler von der Antike bis zur Gegenwart. Begründet von Ulrich Thieme und Felix Becker. Band 36: Wilhelmy–Zyzywi. E. A. Seemann, Leipzig 1947, S. 1 (biblos.pk.edu.pl).
37. Meister mit Notnamen und Monogrammisten. In: Hans Vollmer (Hrsg.): Allgemeines Lexikon der Bildenden Künstler von der Antike bis zur Gegenwart. Begründet von Ulrich Thieme und Felix Becker. Band 37: Meister mit Notnamen und Monogrammisten. E. A. Seemann, Leipzig 1950, S. 1 (biblos.pk.edu.pl).[39]

### Mitarbeiter
Ein vollständiges Verzeichnis der Mitarbeiter wurde nie publiziert. Im ersten Band findet sich S. IX–XII ein Verzeichnis der Mitarbeiter. Darunter befinden sich auch 69 Namen von Autoren, die dann keinen Artikel zum Lexikon lieferten. Hinzu kommen Einträge in den Vorworten der ersten Bände, die über verstorbene oder neu hinzugekommene Mitarbeiter berichten. Insgesamt wirkten über 1200 Autoren am Lexikon mit.
Mitarbeiter der in Leipzig ansässigen Redaktion waren Hubert Baumgärtel (Band 10), Ewald Bender (Band 8–10), Morton H. Bernath (Band 5–7), Walther Biehl (Band 5), Ludwig Burchard (1919–1920), Victor Alexander Carus (Band 9–11), Walter Cohen (1904–1905), Robert Corwegh (Band 5), Günther Deneke (1905–1906), Otto Kellner (Band 19–36), Bernd Curt Kreplin (Band 6–35), Johannes Kurzwelly (Band 1–16), Ernst Herbert Lehmann (Band 26–28), Josef Müller (Band 14–23), Max Sauerlandt (1904–1905), Ludwig Scheewe (Band 17–31), Dorothea Stern (Band 15–18), Hans Vollmer (Band 1–15), Martin Wackernagel (Band 6–10), Curt H. Weigelt (Band 14–16), Friedrich Winkler (Winter 1912/13), H. Wolff (Band 19–36), Minna von Zahn (Band 9–16) und Kurt Zoege von Manteuffel (Band 5–10).

## Vollmer
Der Thieme-Becker wurde von Hans Vollmers Allgemeinem Lexikon der bildenden Künstler des XX. Jahrhunderts ergänzt, das in sechs Bänden 1953 bis 1962 ebenfalls bei E. A. Seemann in Leipzig erschien. Dieses sollte die Lücke zum Thieme-Becker schließen, der nur Künstler mit Geburtsdaten vor 1870 aufgenommen hatte.
Zwar heißt es auf dem Titelblatt „unter Mitwirkung von Fachgelehrten des In- und Auslandes bearbeitet, redigiert und herausgegeben“, jedoch schrieb Hans Vollmer fast im Alleingang und lediglich unterstützt durch Kollegen, die im Einzelfall schriftliche Anfragen beantworteten, oder durch den Versand vorgedruckter Fragebögen an noch lebende Künstler selbst („Mitteil. d. Kstlers.“, „Mitteilung des Künstlers“) acht Jahre lang täglich 15 bis 20 Schreibmaschinenseiten, die er seiner Sekretärin Claire Möbius, die auch als wissenschaftliche Hilfskraft fungierte, diktierte. Nur eine kleinere Anzahl von Artikeln im Vollmer sind von etwa 50 anderen Autoren gezeichnet. So entstanden insgesamt 3391 zweispaltige Seiten mit nochmals 47.229 Künstlerbiografien.
Der Abschluss des Thieme-Becker und der Vollmer waren für die junge DDR ein Prestigeprojekt, so dankt Hans Vollmer im Nachwort zu Band 6 des Vollmer „besonders der Regierung der Deutschen Demokratischen Republik […], deren entscheidender finanzieller Unterstützung es zu danken ist, daß ein Abschluß erreicht wurde“.

### Bände
- Band 1: A–D. E. A. Seemann, Leipzig 1953.
- Band 2: E–I. E. A. Seemann, Leipzig 1955.
- Band 3: K–P. E. A. Seemann, Leipzig 1956.
- Band 4: Q–U. E. A. Seemann, Leipzig 1958.
- Band 5: V–Z. Nachträge A–G. E. A. Seemann, Leipzig 1961.
- Band 6: Nachträge H–Z. E. A. Seemann, Leipzig 1962.

## Register
Weder der Thieme-Becker noch der Vollmer enthalten ein Register. Dem wurde erst 1996/1997 teilweise abgeholfen, als ein Register der Herkunftsländer und der künstlerischen Berufe publiziert wurde.
Voll durchsuchbar ist das Werk in der CD- und der Online-Ausgabe.

## Nachdrucke und digitale Ausgaben
1954 erschien ein anastatischer Nachdruck des Thieme-Becker beim Verlag E. A. Seemann in Leipzig (Druckerei F. Ullmann, Zwickau), 1978 ein weiterer photomechanischer Nachdruck.
Sowohl vom Thieme-Becker als auch vom Vollmer gibt es eine vom Deutschen Taschenbuch Verlag (dtv) 1992 herausgegebene Studienausgabe und eine im Verlag Seemann 1999 erschienene Studienausgabe. Im Herbst 2008 wurde vom Verlag Seemann eine nicht weiter ergänzte „Neuauflage“ des alten Thieme-Becker-Vollmer auf CD-ROM mit den rund 250.000 Künstlerbiografien als PDF-Texte herausgebracht. Die Einteilung und Seitenzählung der CD-ROM Ausgabe entspricht nicht der gedruckten Originalausgabe, diese ist daher nicht zitierfähig.
Über die seit 1995 bestehende Onlinedatenbank Allgemeines Künstlerlexikon Online steht der Volltext von Thieme-Becker und Vollmer kostenpflichtig vollständig zur Verfügung.